# Faide
La faide (en allemand fehde, en italien faida, en anglais feud) était, dans les sociétés germaniques (Francs, Burgondes, Lombards, etc.), un système de vengeance privée opposant deux familles ennemies, deux clans, deux tribus, etc. Si ce système disparaît d'Europe au cours du Moyen Âge, il se rapproche par bien des traits de la « vendetta » connue jusqu'à l’époque actuelle dans les îles méditerranéennes (Corse, Sardaigne, Sicile), dans le sud de l'Italie (Mezzogiorno), dans les Balkans (notamment en Albanie, avec le Kanun, et au Kosovo), ainsi qu'en Turquie (surtout en Anatolie, au Kurdistan et dans la région de Trébizonde).

## Étymologie et aspects linguistiques
Le mot français faide vient du vieux haut-allemand fehida (proto-germanique : *faihitha), signifiant « ennemi » (Feind en allemand, foe en anglais).
La notion de « faide » disparait du français dans le courant du Moyen-Âge, tandis que celle de la « faida » italienne, assez rare, semble avoir été redécouverte au XIXe siècle à la faveur de l'exhumation de codes civils lombards. 

## Fondement et place dans le droit coutumier
Extrêmement codifié après la promulgation des Capitulations de Mayence (1235), le recours à la faide était souvent le résultat d'un verdict rendu par les juges locaux et leurs assesseurs dans les assemblées publiques (ces assemblées portaient en général le nom latin de mallus publicus).
Cette faide avait donc une dimension fortement collective. Si, par exemple, un homme libre  avait offensé la famille d'un autre et qu'il en était jugé coupable par les tribunaux, la famille lésée possédait un droit de faide sur la première. Concrètement, un meurtre pouvait en entraîner un autre (pas forcément celui du meurtrier lui-même : tout membre de son groupe familial pouvait être visé). Il pouvait en être de même pour un délit comme l'incendie ou le vol. La faide représente donc une sorte de privatisation de la justice et du châtiment : dans ce système, ce n'est pas la puissance publique qui punit les crimes et les délits, mais ce sont les individus et les groupes lésés qui se font justice eux-mêmes. Le rôle de la puissance publique se limite à légitimer le recours à la violence de la part du groupe lésé contre le groupe reconnu coupable d'agression.
Cette pratique disparut peu à peu sous l'influence du droit romain, puis grâce à l'action des Carolingiens : la violence légitime, sous leur direction, devint peu à peu le monopole de la puissance publique. Les Mérovingiens comme les Carolingiens développèrent aussi des systèmes de compensation (le Wergeld) : le recours à la faide pouvait être remplacé par le versement d'une somme d'argent, dont le montant était fixé par la loi. La Loi salique témoigne de cet effort de rationalisation et de pacification dans l'usage de la faide.
L'historien danois Jeppe Netterstrøm juge que le système de faide, c'est-à-dire la violence privée et la résolution de conflits est rendu non seulement possible, mais aussi nécessaire comme système de régulation  sociale et de sanctions juridico-morales en l'absence d'institutions centrales fortes.  Au Danemark, la faide, qui est à la fin du Moyen-Âge répandue dans tout le pays, se retrouve aussi bien chez les nobles que chez les paysans. Toutefois, dès la milieu du Moyen-Âge, naissent des tentatives pour criminaliser le recours à la faide chez les paysans.  En1468, une ordonnance royale reconnait le droit de déclarer « une faide honorable » à tout « bon homme »— dénomination incluant les paysans — toutefois à partir de 1513, ce droit n'est plus reconnu qu'aux nobles. En 1537, le pouvoir royal sort notablement renforcé de la guerre civile de 1534-1536. Cette même année, la peine de mort est introduite dans le droit pour sanctionner les homicides volontaires commis par les paysans et les habitants des villes, et le droit de résoudre les conflits par des arrangements privés leur devient interdit. Les nobles peuvent encore compenser un homicide en payant le wergeld et en accomplissant des rituels de paix conformément aux lois médiévales, et ils gardent leur droit formel de déclarer une faide jusqu'en 1600, date à laquelle le système est totalement aboli. Ce qui n'empêche des pratiques de type faide de continuer à exister le siècle suivant, tandis que même des nobles sont légalement exécutés pour homicide. Mais globalement, le niveau de violences civiles décroit fortement.

### Mettre fin à la faide
Pour rompre le cycle de la vengeance en cas de meurtre, il est nécessaire de rétablir l'honneur bafoué de la famille atteinte en infligeant une humiliation, même symbolique, à la famille de l'auteur ; cela peut être une simple reconnaissance de la faute originelle. Mais parallèlement, le prix du sang peut aussi être compensé par une somme d'argent, le wergeld, ou par le don d'une épouse qui donnera la vie et restaurera les liens sociaux entre les deux groupes, type de mariage aussi bien connu dans le système de résolution des conflits du monde germanique (mariage de  Fehde) que dans le système italien de la vendetta. Ne pas respecter ces mariages d'honneur en commettant l'adultère est une trahison et une nouvelle atteinte à l'honneur punissable de mort.

## Époque contemporaine
Il y avait encore au début du XXIe siècle des faides dans le sud de l'Italie, notamment à Ercolano dans la province de Naples. Une faide entre la famille Birra et la famille Ascione, débutée au début des années 1990, faisait encore 18 morts au cours des années 2007 et 2008. Actuellement[Quand ?], une faide se déroule depuis 1978 dans la région de Foggia dans les Pouilles : la Faida del Gargano. Opposant deux familles d'éleveurs originaires de Monte Sant'Angelo, les Libergolis (et leurs alliés) et les Alfieri-Primosa (et leurs alliés), la faide a causé la mort d'au moins 35 personnes. À l'origine de cette faide, du vol de bétail. En Sardaigne, une faide débutée dans les années 1950 en Barbagia (une région rurale et traditionnelle qui est aussi la plus criminogène de l'île) a causé la mort d'une centaine de personnes dans la province de Nuoro, principalement à Orune et dans les villages environnants.